# Clifford Brown
Clifford Brown (Wilmington (Delaware), 30 oktober 1930 - Bedford (Pennsylvania), 26 juni 1956) was een Amerikaanse jazztrompettist.

## Leven en werk
Brown kreeg zijn eerste trompetlessen van zijn vader en speelde vanaf 1945 in de schoolband van zijn highschool. In 1948 begon hij met een studie aan de Delaware State University. In dezelfde tijd begon hij ook de jazzclubs van Philadelphia te bezoeken, waar hij kennis maakte met bekende muzikanten uit de bebop-scene, zoals Kenny Dorham, Max Roach, J. J. Johnson, Benny Golson en Fats Navarro. De laatste herkende Browns talent en moedigde hem aan professioneel muzikant te worden. Brown ging studeren aan het Maryland State College, dat bekendstond om de kwaliteit van zijn muziekopleiding. Hij bleef tevens optreden in jazzclubs. Dizzy Gillespie motiveerde hem om definitief voor de jazz te kiezen. In 1952 nam Brown samen met Chris Powell en diens band zijn eerste plaat op. Ook speelde hij bij Lou Donaldson, Tadd Dameron en Art Blakey. In 1953 werd hij door Lionel Hampton gecontracteerd en begeleidde hij deze op diens Europese tournee in datzelfde jaar. In deze periode maakte hij in Stockholm en Parijs met verschillende muzikanten platen.
De band die Brown in die tijd samen met Max Roach oprichtte, het Clifford Brown & Max Roach Quintet, ontwikkelde zich binnen korte tijd tot een gerenommeerde hard bop-formatie, die veel composities speelde die door Brown en pianist Richie Powell (een jongere broer van Bud Powell) waren geschreven. In de sound van de band speelde aanvankelijk ook tenorsaxofonist Harold Land een voorname rol, tot deze werd vervangen door Teddy Edwards en uiteindelijk door Sonny Rollins. Met de laatste zou de band wereldberoemd in het bebop-genre worden.
Op 26 juni 1956 kwamen Brown, Richie Powell en diens echtgenote Nancy om het leven bij een verkeersongeval in de buurt van Bedford (Pennsylvania), toen de auto waarmee ze naar een optreden in Chicago reden onder regenachtige omstandigheden van de weg raakte. Brown, slechts 25 jaar oud geworden, werd begraven op Mt. Zion Cemetery in Wilmington. In deze plaats wordt ieder jaar het Clifford Brown Jazz Festival gehouden.

## Composities (selectie)
- All Weird
- Blues Walk
- Brownie Speaks
- Clifford’s Axe
- Daahoud
- Bones for Jones
- George's Dilemma
- Gerkin for Perkin
- Goofin' With Me
- I Should Have To Told You Goodbye
- I’m the One
- Joy Spring
- Jumpin’ the Blues
- LaRue
- Long as You’re Living
- Sandu
- Swingin'
- The Best Thing for You Is Me
- Tiny Capers
- Two Hearts That Pass in the Night
- When We’re Alone

## Discografie (selectie)
- 1953: New Star On The Horizon (Blue Note)
- 1953: Clifford Brown Big Band in Paris, Original Jazz Classics (1989)
- 1954: Clifford Brown Quartet (Blue Note)
- 1954: Clifford Brown & Max Roach (Emarcy)
- 1954: Brown And Roach Incorporated (Emarcy)
- 1955: Clifford Brown With Strings (Emarcy)
- 1955: A Study In Brown (Emarcy)
- 1955: The Clifford Brown Ensemble (Pacific Jazz)
- 1956: Clifford Brown All-Stars (Emarcy)
- 1956: Clifford Brown Memorial Album (Blue Note)
- 1956: Clifford Brown & Max Roach At Basin Street (Emarcy)